# OQO
OQO è un'azienda di San Francisco produttrice di minidispositivi simili a portatili chiamati uPC (ultra Personal Computer).
Possiedono le funzionalità di un tablet PC nella forma sottile di un palmare.
Secondo il Guinness World Records il "OQO" è il più piccolo e completo pc.
La prima versione di questi uPC prodotti da Oqo è l'OQO modello 01.
L'azienda è fallita nel 2009.